# Bejod
Bejod is een bestuurslaag in het regentschap Lebak van de provincie Banten, Indonesië. Bejod telt 5095 inwoners (volkstelling 2010).